# Magirus

Werksansicht auf einem Briefkopf, 1905

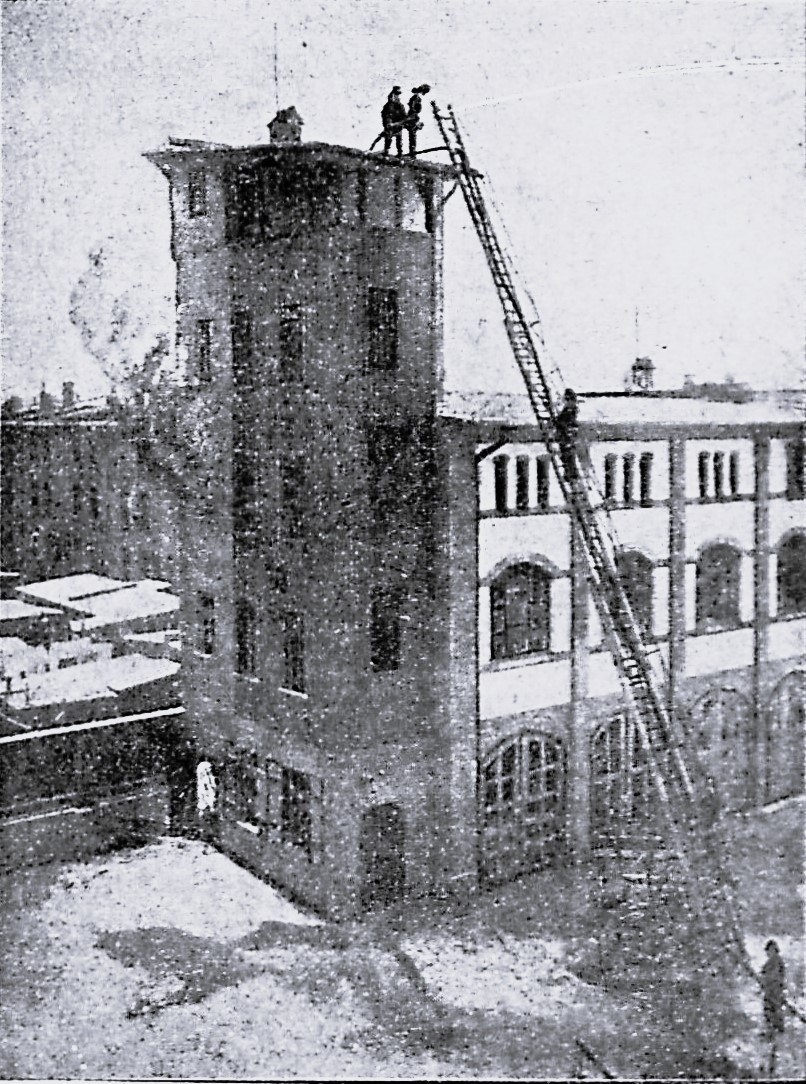
Übung mit der neuen Magirusleiter und Rauchhelm am Steigerturm der St. Lorenz-Feuerwache in Lübeck (1902)

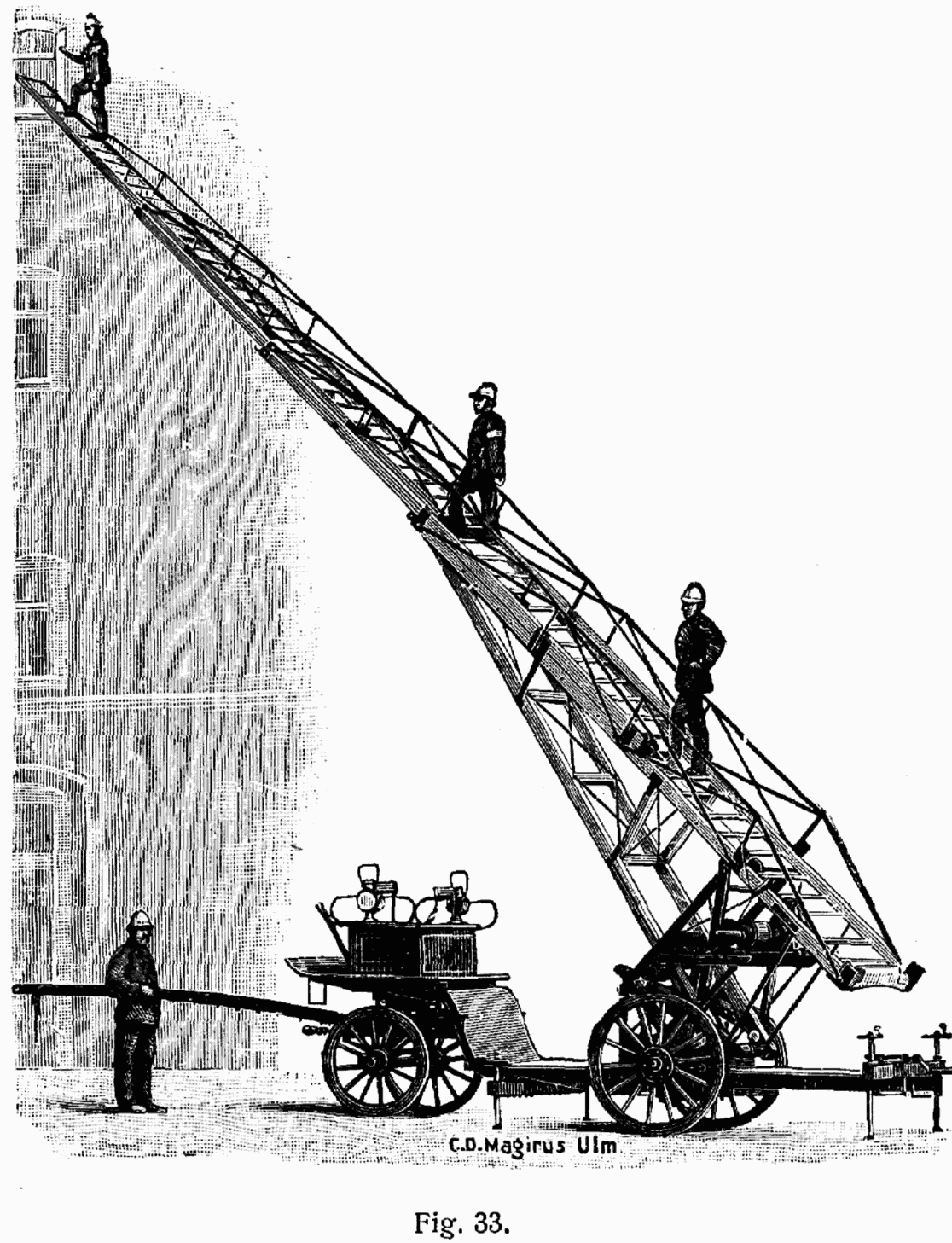
Pferdegezogener Leiterwagen
von Magirus (1904)

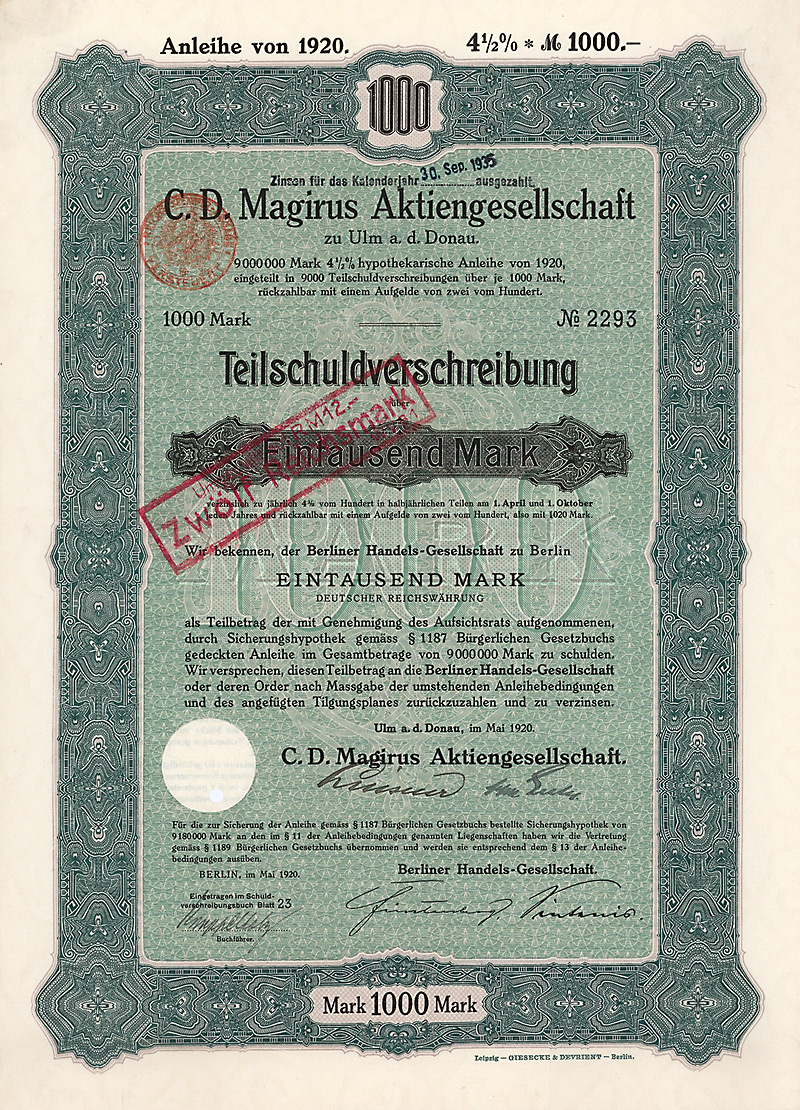
Teilschuldverschreibung über 1000 Mark der C. D. Magirus AG vom Mai 1920

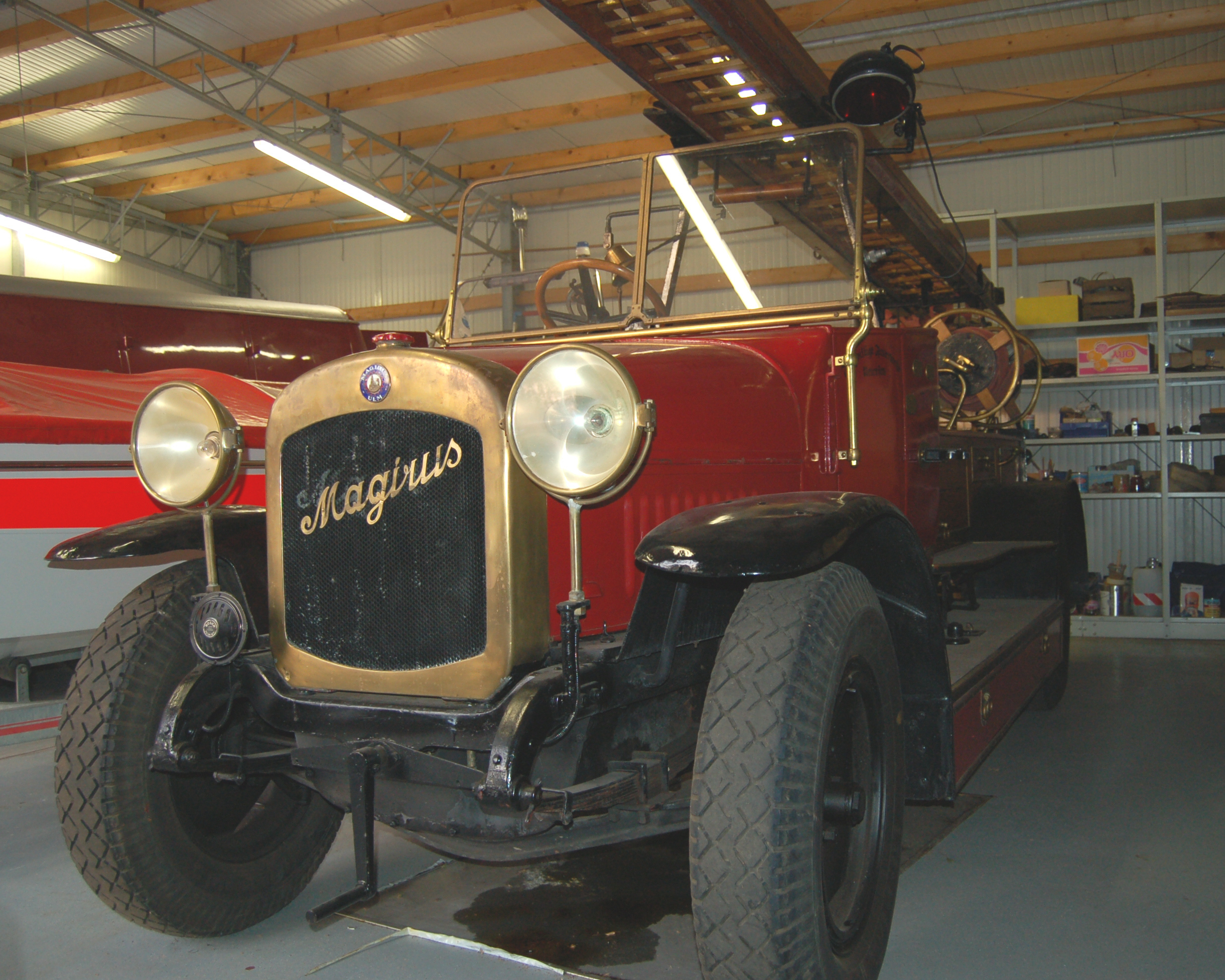
Magirus Bayern von 1923

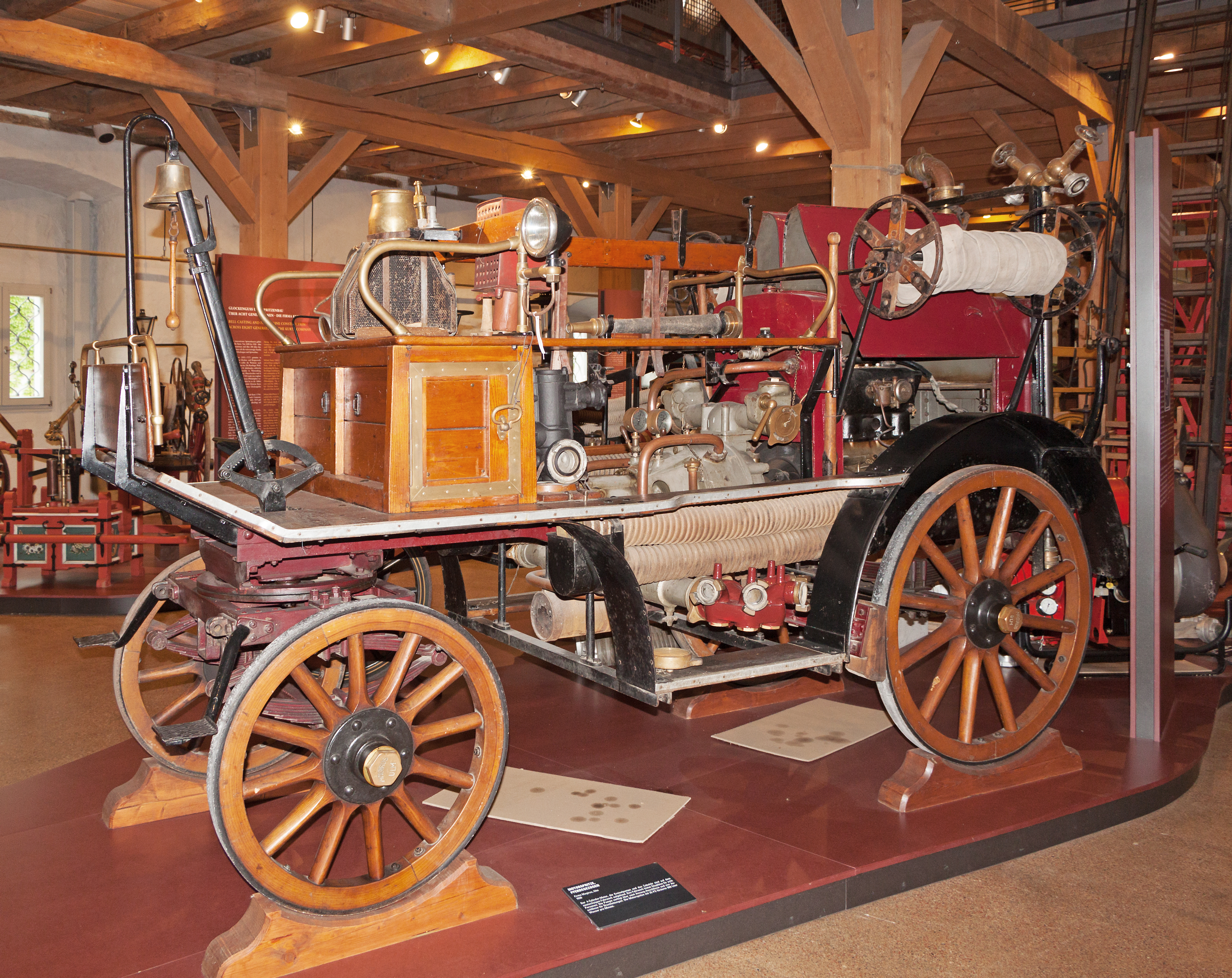
Pferdegezogene Motorspritze, 1926

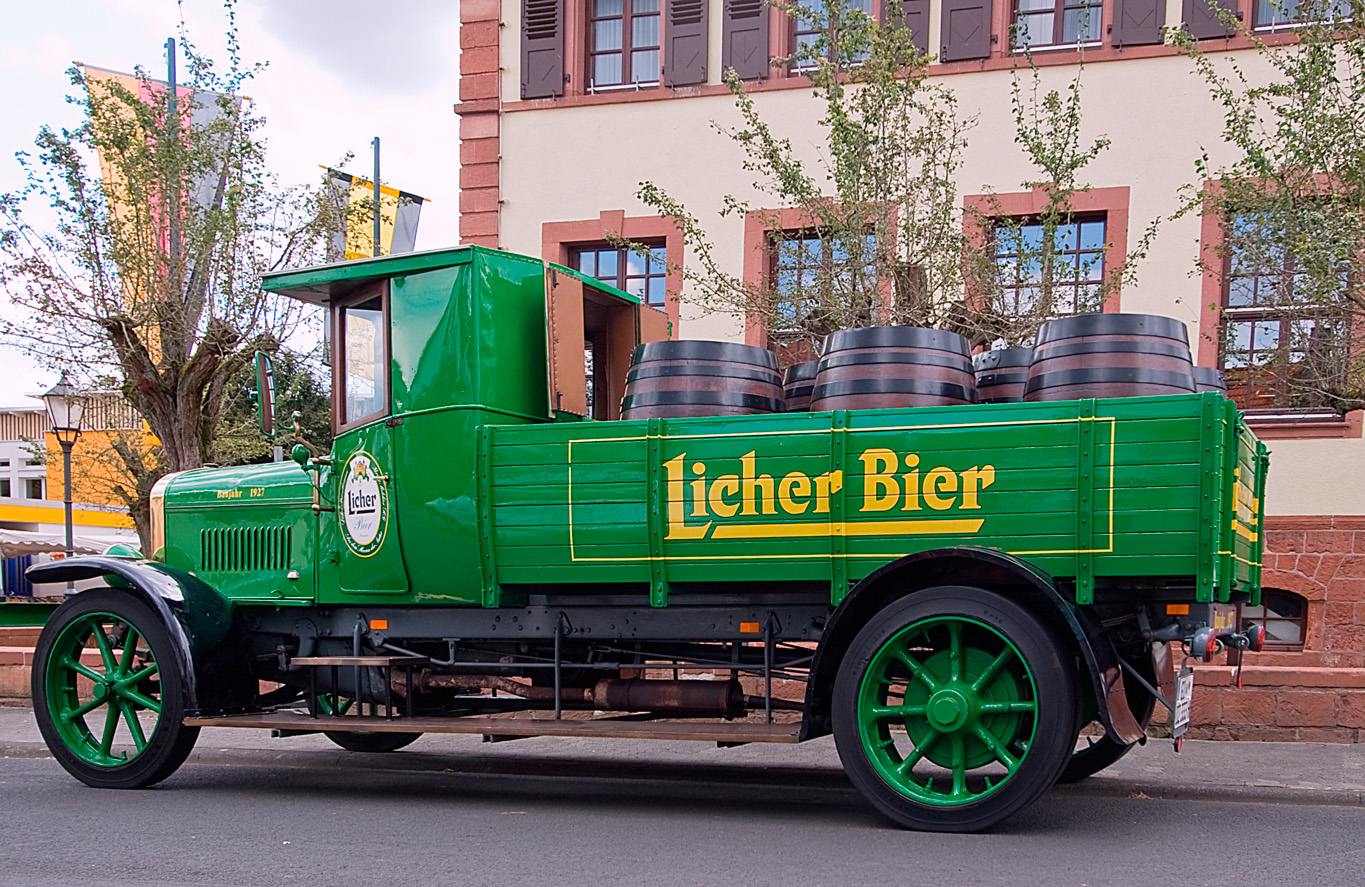
Magirus-Lastkraftwagen von 1927

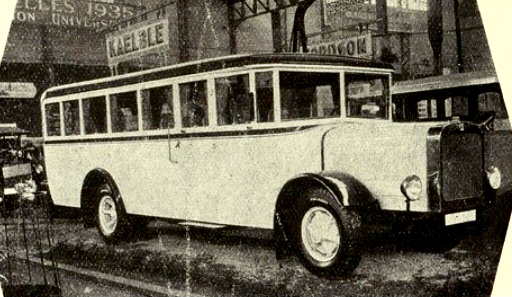
Magirus Bus mit 37 Sitzplätzen Sechszylindermotor mit 5741 cm³ (95 mm Bohrung, 135 mm Hub) von 1930

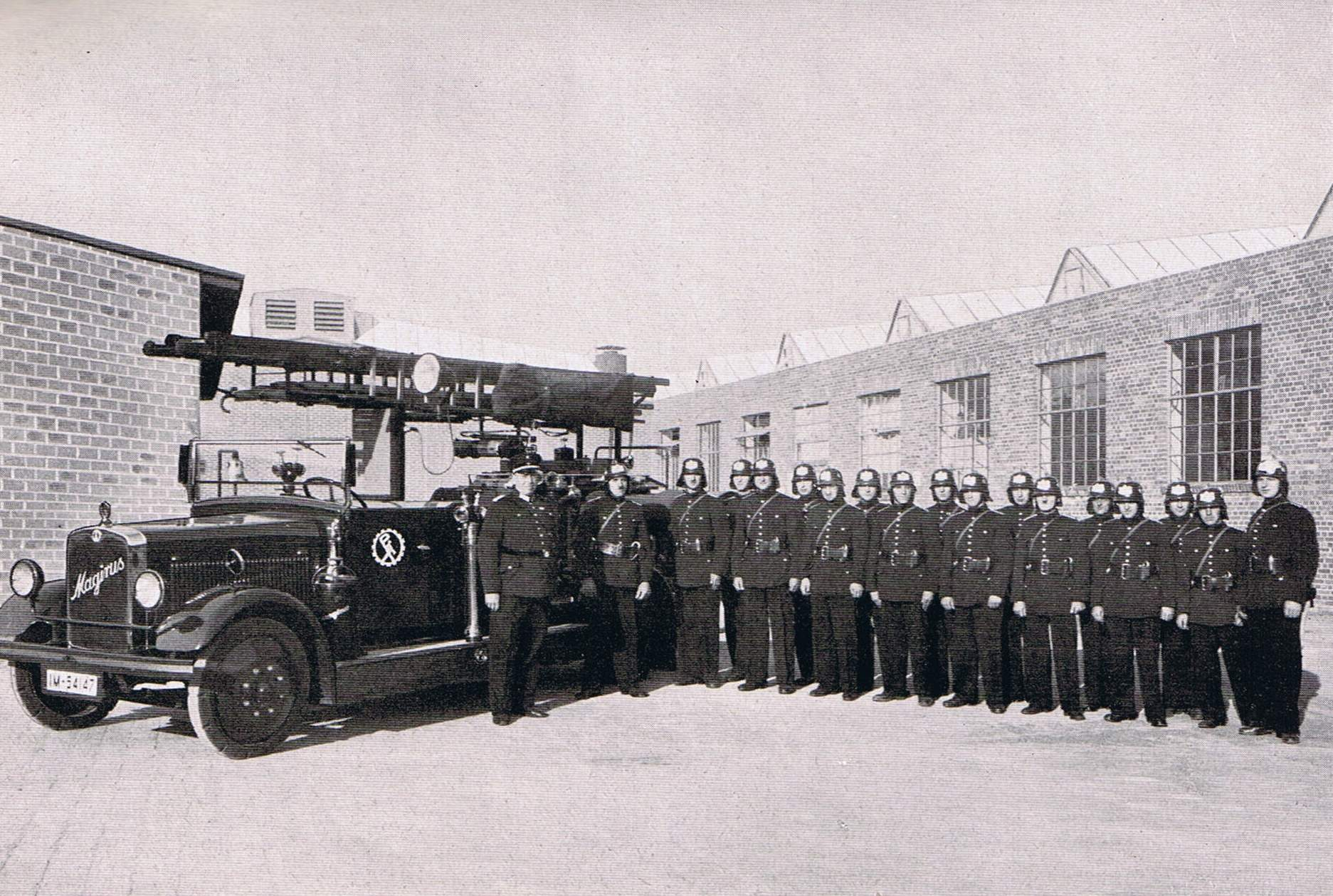
Werkfeuerwehr mit Magirus (1935)

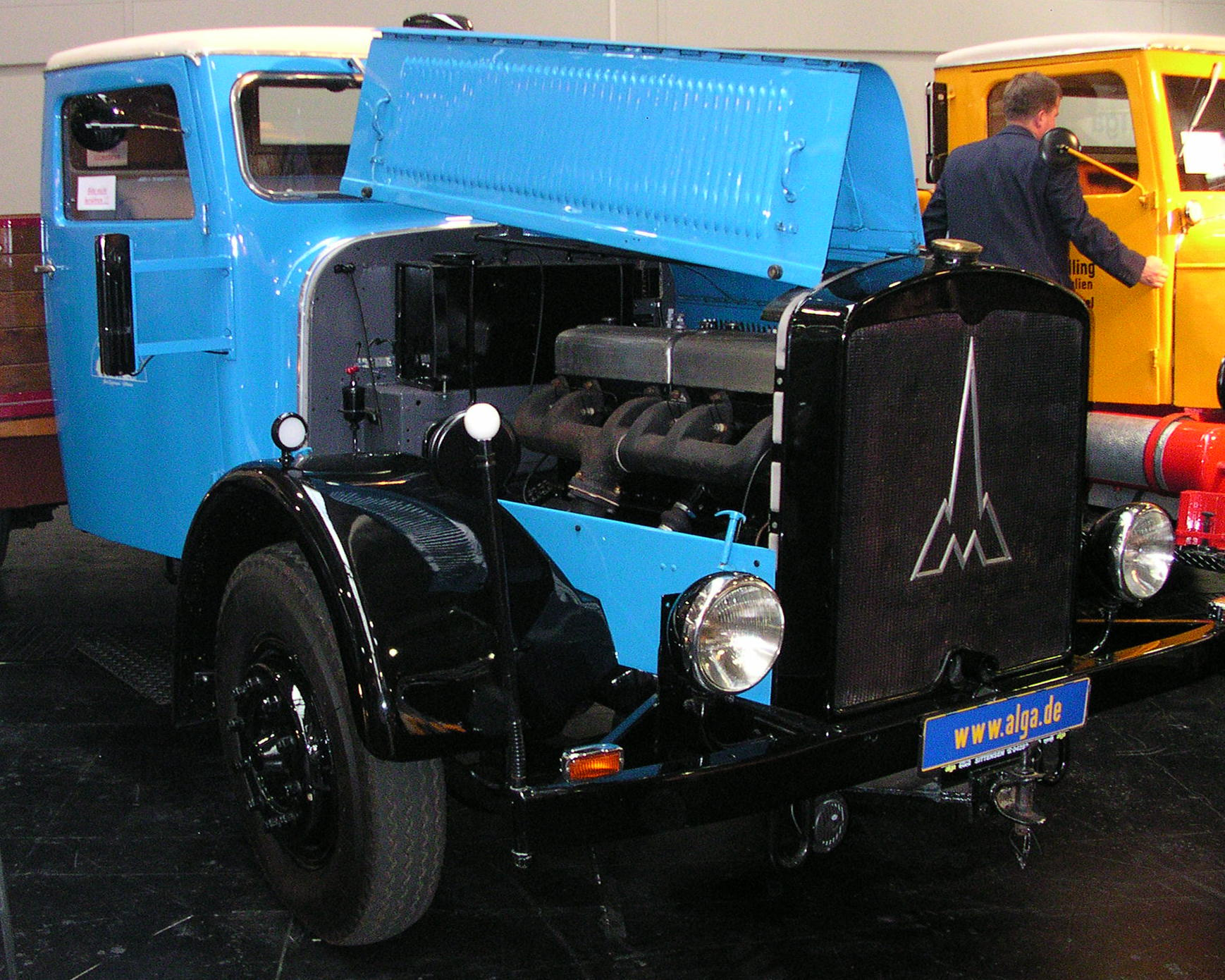
Magirus M40 von 1939, Ulmer-Münster-M-Logo

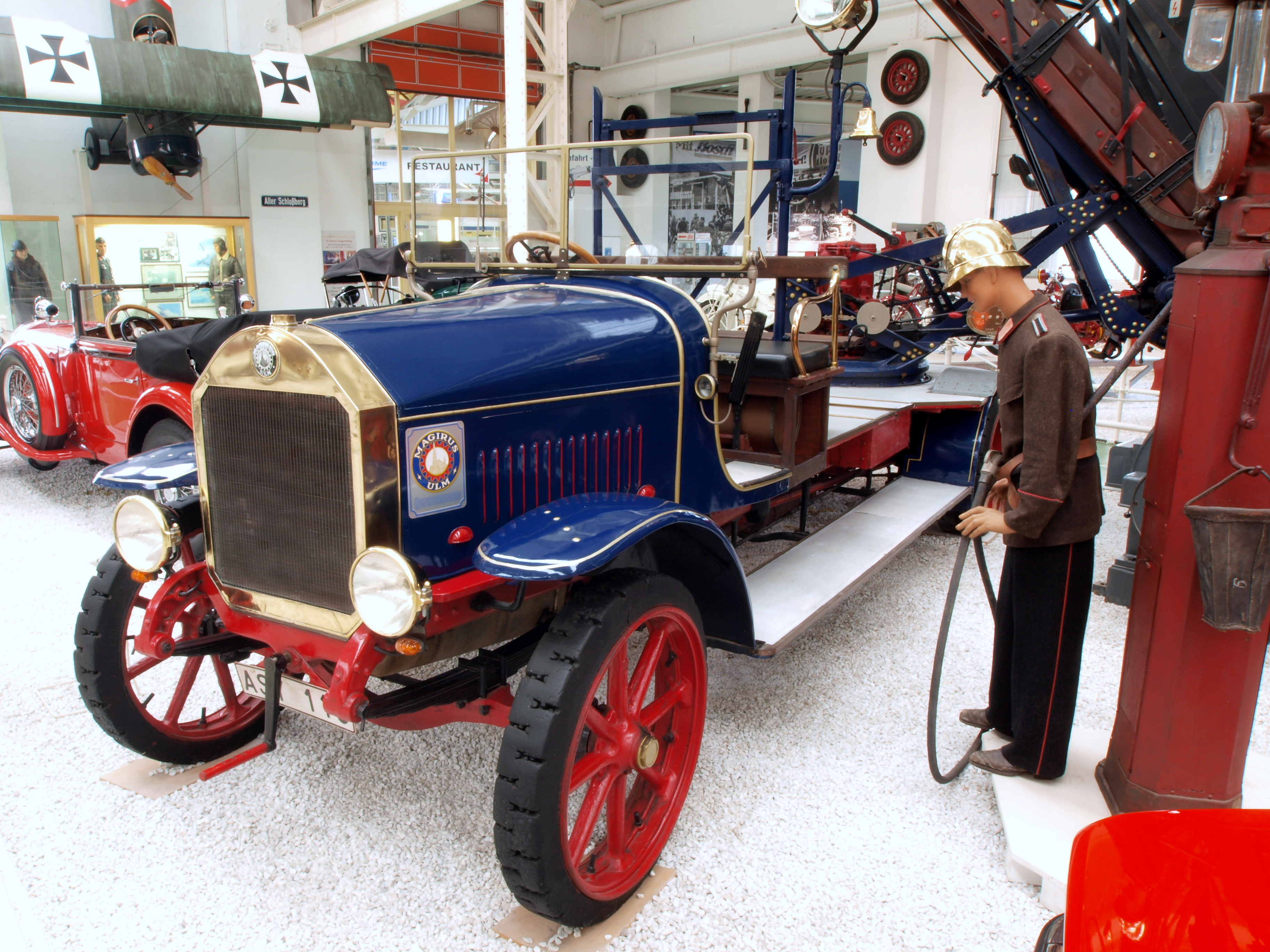
Magirus Lastkraftwagen

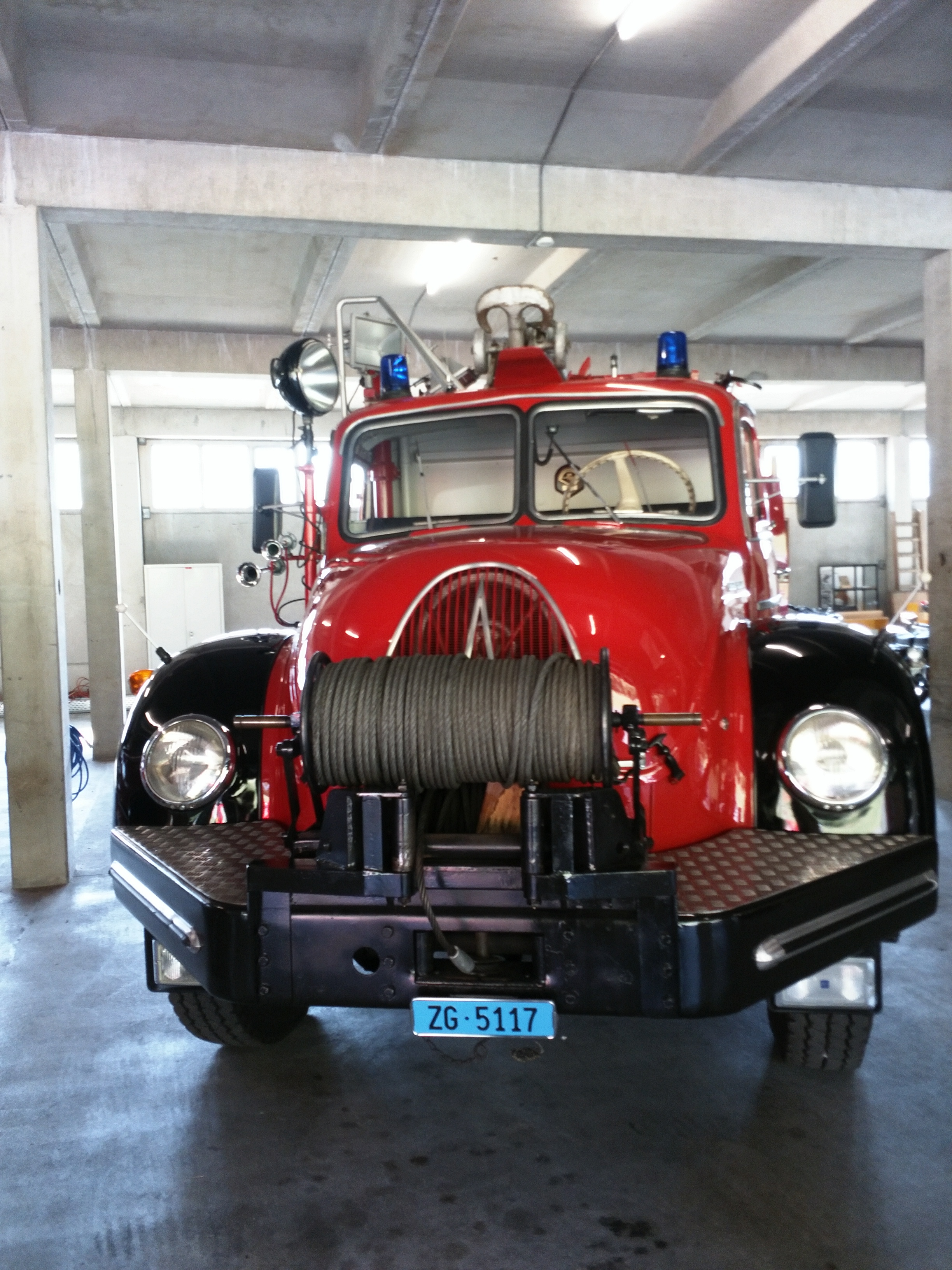
Magirus-Deutz Muni (1957)

Magirus war ein Unternehmen aus Ulm, das Geräte für Feuerwehren sowie Nutzfahrzeuge herstellte. Aus ihm gingen im Nachkriegsdeutschland die Marke Magirus-Deutz sowie das heutige Unternehmen Magirus GmbH hervor, das unter der Marke „Magirus“ Fahrzeuge und Geräte für den Brand- und Katastrophenschutz herstellt und vertreibt.

## Gründung
Conrad Dietrich Magirus war der Gründer und erste Kommandant der Freiwilligen Feuerwehr Ulm und beschäftigte sich mit der Konstruktion von Gerätschaften zur Feuerbekämpfung. Im Jahre 1850 veröffentlichte er die Schrift „Alle Theile des Feuerlöschwesens, mit 100 lithographischen Abbildungen auf 10 Foliotafeln“, in der er ausführte:

„Der höchste Zweck der Feuerwehr ist die Menschenrettung. Unbegreiflicher Weise wurde aber gerade in dieser Beziehung an manchen Orten bis jetzt gar nichts gethan, obgleich im Laufe der letzten 20 Jahre die Einwohner verschiedener Städte das entsetzliche Schauspiel erlebten, daß sich ganze Familien aus den oberen Stockwerken herabstürzten, um dem qualvollern Feuertode zu entgehen. In früheren Jahren waren die Hülfsmittel allerdings weniger bekannt, seit aber verschiedene Städte durch ihre Einrichtungen als Muster dienen können, ist der Hülferuf eines jeden Unglücklichen, der wegen mangelhafter Einrichtung nicht gerettet werden kann, eine schwere Anklage der Behörden, deren Pflicht es gewesen wäre, für bessere Anstalten zu sorgen.“

Conrad Dietrich Magirus gilt als Erfinder der fahrbaren Feuerleiter. 1864 wurde Magirus Kommanditist der neu gegründeten Gebr. Eberhardt offene Handels- und Kommanditgesellschaft, die Feuerwehrgeräte herstellte und vertrieb. Nach Unstimmigkeiten zwischen Magirus und den Gebrüdern Eberhardt gründete Magirus dann 1866 sein eigenes Unternehmen, dem er den Namen Feuerwehr-Requisiten-Fabrik C. D. Magirus gab. In den Werkstätten an der Ulmer Promenade Nr. 17 stellte er mit seiner Belegschaft Leitern und Feuerspritzen her.

## Entwicklung
Im Jahr 1873 entwickelte Magirus die Ulmer Leiter, eine 14 m hohe Zweirad-Schiebeleiter, die er bei der Weltausstellung 1873 in Wien vorstellte und damit eine Goldmedaille errang. 1883 stieg der älteste Magirus-Sohn Heinrich mit in das Unternehmen ein. Aufgrund der guten Auslastung wurde das Gelände an der Promenade zu klein, sodass 1885 auf einem Gelände an der Schillerstraße im Westen Ulms an den Eisenbahngleisen eine neue Fabrik gebaut wurde, die in den nächsten Jahren erweitert wurde. 1887 übergab Magirus das Unternehmen an seine Söhne Heinrich Magirus, Otto Magirus und Hermann Magirus.
Ab 1909 hieß die Firma Feuerwehrgeräte- und Fahrzeugfabrik C. D. Magirus; am 8. Juli 1911 wurde diese dann in die C. D. Magirus AG umgewandelt. Frühe Meilensteine der Produktion bei Magirus waren:
- 1872 wurde eine freistehend besteigbare 2-Rad-Schiebeleiter gebaut.
- 1892 kam die erste, noch von Pferden gezogene Magirus-Drehleiter mit einer Steighöhe von 25 Metern auf den Markt. Bis zum Jahr 2010 wurden insgesamt über 6000 Drehleitern gebaut und sind Weltmarktführer in diesem Produktbereich.[3]
- 1903 wurde die erste selbstfahrende Dampffeuerspritze gebaut.
- 1904 wurde die weltweit erste Drehleiter mit vollautomatischem Antrieb vorgestellt.
- 1908 fertigte Magirus den Fahrzeuganteil der Große Feldküche (Hf. 11).[4]

Die von Magirus gefertigten Fahrzeuge wurden anfangs von Pferden gezogen, dann mit Dampfmaschinen und später mit Benzinmotoren angetrieben. 1914 waren die Möglichkeiten auf dem Werksgelände an der Schillerstraße ausgeschöpft, sodass in Söflingen ein zweites Werk aufgebaut wurde.

## Erster Weltkrieg
Während des Ersten Weltkrieges begann Magirus 1916 auf Drängen der deutschen Heeresleitung mit der Produktion eines 3-Tonnen-Lastkraftwagen-Typs. Dazu kam Heinrich Buschmann, der vorher bei Benz arbeitete, zu Magirus, und baute eine Konstruktionsabteilung als Technisches Büro für Kraftfahrzeuge (TBK) und die Fertigungseinrichtungen zur Produktion der Lkw auf. Bereits damals stellte das Unternehmen Fahrgestelle und Motoren für seine Fahrzeuge zum Teil selbst her.
Einer der ersten Artillerieschlepper von Magirus wurde 1917 mit der Bezeichnung „Kraftprotze“ an das deutsche Heer geliefert. Die Anforderungen von Seiten des Militärs führten zu weiteren Entwicklungsanstrengungen bei Magirus. Ab 1918 folgen Modelle mit den Typbezeichnungen KP1 und KP2, wobei letzter eine besonders innovative Rahmenkonstruktion hatte. Nach Kriegsende 1918 reduzierte sich der Bedarf an Lastkraftwagen, sodass Magirus die rund 3000 Mann starke Belegschaft reduzieren musste und die Produktion eine Zeitlang auch auf Anhänger und Güterwagen ausdehnte.
Von Oktober 1919 bis 1926 wurden die Fahrzeuge über den mit den Unternehmen Dux, Presto und Vomag zu Vertriebszwecken gegründeten Deutschen Automobil-Konzern (DAK) verkauft, damit den Kunden ein weiter gefächertes Produktsortiment angeboten werden konnte. Ab 1919 baute Magirus auch Omnibusse, zunächst mit Holzaufbauten auf den Lastwagen-Fahrgestellen. In den 1920er Jahren wurde das Angebot erst auf Kommunalfahrzeuge und später ganz allgemein auf Lastwagen verschiedener Größe ausgeweitet. 1922 stellte Magirus auf der Internationalen Automobilausstellung in Berlin das Feuerwehrfahrzeug „3-Tonnen-Magirus-Autospritze“ vor. Auch Motoren von Fremdherstellern wurden eingebaut. 1927 waren im Werk wieder rund zweitausend Mitarbeiter beschäftigt.

## Die Weltwirtschaftskrise
Infolge der Weltwirtschaftskrise und nicht marktgerechter Produkte geriet das Unternehmen Anfang der 1930er Jahre in Schwierigkeiten. Entgegen der zunehmenden Nachfrage waren die Fahrzeuge von Magirus nicht mit Dieselmotoren ausgestattet, sondern mit Ottomotoren. So wurden Dieselmotoren von Maybach und auch von Continental aus den USA übernommen.

### Fertigung für die Reichswehr
In den Krisenjahren wurde wie bei allen deutschen Nutzfahrzeugherstellern auch für die Reichswehr produziert und die Typen M10, M30 und M45 geliefert. Im Juni 1929 beteiligten sich Büssing-NAG und Daimler-Benz am Projekt der Reichswehr einen schweren Sechsrad-Panzerspähwagen zu entwickeln. Aufgrund ungenügender Produktionskapazitäten bei diesen beiden Unternehmen wurde auch Magirus aufgefordert einen Gelände-Sechsrad-Lkw der 1,5-t-Nutzlastklasse, den späteren M 206, der dann zwischen 1933 und 1934 entwickelt wurde, zu konstruieren. Die Serienfertigung begann dann 1934 und bis 1938 wurden 1.080 Fahrzeuge komplettiert, von denen einige in die Türkei exportiert wurden. Zehn Fahrgestelle wurden als Feuerwehrfahrzeuge ausgeführt und auf der Fahrgestell-Variante M 206a wurden zwischen 1934 und 1936 achtzig Sechsrad-Panzerspähwagen gefertigt. Dessen Spähwagenversion wurde der Magirus M 206 a unter der Bezeichnung, Sd.Kfz. 231 oder 232, als Kanonen- oder Funkwagen. Sowohl der Geländelastkraftwagen, als auch der Panzerspähwagen wurden ab 1934 an die Reichswehr ausgeliefert.

### Dieselmotoren
Ab 1929 wurden von der C. D. Magirus AG eigene Dieselmotoren hergestellt, mit denen ab 1931 alle Modelle der Lastwagen und Busse ausgerüstet werden konnten. Durch Vergabe von immer mehr Krediten übernahmen 1932 Banken das Sagen im Unternehmen und sahen sich nach einem geeigneten Fusionspartner um. Sie unterstützen den vorläufigen Verkauf an Fritz Kiehn. Der verkaufte schließlich Magirus an die Kölner Humboldt-Deutz Motorenfabrik, nachdem der gesamte Aufsichtsrat von Magirus aus Protest gegen den Verkauf an Deutz zurückgetreten war. Am 5. März 1936 wurde die Übernahme von Magirus durch die Humboldt-Deutz AG vollzogen. Der Motorenhersteller erhielt dadurch die Möglichkeit, seine Dieselmotoren in eigenen Nutzfahrzeugen anzubieten.

## Kriegsrüstungsbetrieb
Mit der Machtübernahme durch die Nationalsozialisten begann in Deutschland eine massive Wiederaufrüstung, die schon in den Jahren davor von der Reichswehr vorbereitet worden war. Ein Ziel war es möglichst viele Hersteller in die Fertigung von militärischer Ausrüstung zu integrieren, um jegliche Fertigungskapazität zu nutzen und eine schnelle Motorisierung der Streitkräfte zu erreichen.
Ab 1937 wurde der Magirus Typ 33 G1 als geländegängiger Dreiachs-Lastkraftwagen gebaut. Von diesem wurde 3.870 Exemplare als Lizenz einer Henschel-Konstruktion gefertigt. Ebenfalls ab 1937 erfolgte die Fertigung des standardisierten Einheitsdiesel-Lastkraftwagen für die Wehrmacht. In diesem Projekt hatte Magirus bis 1940 einen Fertigungsanteil von 1.410 Fahrzeugen.

### Entwicklung ab 1940
Ab 1940 wurde der Name Magirus bis zum Kriegsende nicht mehr verwendet. Die Fahrzeuge trugen fortan am Kühlergrill statt des 1932 eingeführten Logos von Magirus – der stilisierten Silhouette des Ulmer Münsters als „M“ für Magirus – ein kreisförmiges Logo mit dem Schriftzug Klöckner-Deutz und wurden unter diesem Namen verkauft.
In größerem Umfang wurden dann bei Magirus die Typen Klöckner-Deutz S330 (S3000) und Klöckner-Deutz A330 (A3000) als Lastkraftwagen der 3 Tonnenklasse gefertigt. Vom S330 und seinen Nachfolger S3000 wurden zwischen 1940 und 1944 sogar 10.684 Stück gefertigt. Die Allrad-Variante A330 beziehungsweise A3000 brachte es zwischen 1941 und 1943 immerhin auf 5.963 Stück. Auch in der 4,5-t-Klasse waren Magirus-Lkw zwischen 1941 und 1943 in Fertigung. Das Modell GS 145 oder auch S 4500 genannt, war konzeptionell wiederum durch die Zusammenarbeit und Standardisierung mit anderen Fahrzeugherstellern entwickelt worden. Von diesem Modell wurden 600 Stück ausgeliefert.
Zu erwähnen ist die Gleisketten-Variante (Maultier) des 3-t-Lastkraftwagen, welche als 2-t-Lkw mit der Bezeichnung Klöckner-Deutz S 3000 SSM zwischen 1942 und 1944 mit 1.741 Fahrzeugen gefertigt wurde.
1944 konstruierten die Ingenieure bei Klöckner-Humboldt-Deutz (KHD) serienreife Dieselmotoren mit Luftkühlung, die ab 1948 in die hauseigenen Lastkraftwagen, Bussen und Feuerwehrwagen eingebaut wurden. Ein Teil der Magirus-Busse wurde auch so umgebaut, dass darin Menschen vergast werden konnten.

## Magirus-Deutz
1949 kehrte das Magirus-Logo an die Fahrzeugfront zurück, und der Markenname lautete fortan Magirus-Deutz.

## Iveco Magirus
1974 wurde eine Kooperation mit der Lastwagensparte von Fiat beschlossen, die zusammen mit anderen Lastwagenherstellern zur Gründung der Marke Iveco führte. Da die Magirus-Deutz AG durch den Zusammenschluss nun ein Tochterunternehmen von Iveco war, wurde sie 1983 in Iveco Magirus umbenannt.
1996 wurde die Brandschutzsparte von Iveco Magirus unter dem Namen Iveco Magirus Brandschutztechnik GmbH ausgegliedert.
Iveco Magirus mit Sitz in Ulm produzierte und entwickelte zunächst Lastwagen der Marke Iveco und entwickelte Feuerwehr- und Katastrophenschutztechnik, bis die Lastwagenproduktion 2012 nach der Eurokrise nach Madrid verlagert wurde. Nach der Einstellung der Lkw-Produktion in Ulm wurde die dortige Produktion von Löschfahrzeugen deutlich erhöht. Diese Konzentration der Produktion ging mit der Schließung mehrerer Löschfahrzeugwerke einher.
Den Schriftzug Magirus trugen zu dieser Zeit nur die von Iveco Magirus aufgebauten Feuerwehrfahrzeuge.
Im Herbst 2013 gab die Unternehmensleitung von Iveco Magirus bekannt, die Brandschutzprodukte wieder unter dem Markennamen „Magirus“ und mit einem neuen Logo zu vertreiben. Im selben Atemzug wurde das Unternehmen in die Magirus GmbH umfirmiert.
Im Jahr 2014 firmierte auch der österreichische Hersteller von Iveco-Magirus-Lohr um auf Magirus-Lohr. Das österreichische Werk in Kainbach bei Graz sollte im Jahr 2012 geschlossen werden und nur mehr als Servicestandort erhalten bleiben. Diese Entscheidung wurde aber Ende 2012 revidiert. Das Werk in Graz übernahm nun die Fertigung von Spezialfahrzeugen innerhalb des Konzerns, sowie die Bedienung des österreichischen Marktes, während in Ulm Standardfahrzeuge gefertigt werden.
Am 20. Juli 2023 gab Iveco bekannt, dass sich der Konzern von seiner Feuerwehrsparte und damit von Magirus vollkommen trennen will. Man beabsichtige, „einen Investor zu suchen, der den Brandschutzbereich ganz oder teilweise übernimmt, der in Italien etwa 180 Personen am Standort für Spezialfahrzeuge in Brescia und etwa 1.000 in Europa beschäftigt.“
Im Januar 2025 übernahm Mutares die Magirus GmbH.